# Ermida de São Pedro (Feteira)
A Ermida de São Pedro (Feteira) era um templo cristão português localizado na freguesia açoriana da Feteira, concelho da Horta, ilha do Faial, Açores.
Esta ermida bastante antiga, sendo já mencionada nos escritos "Saudades da Terra" de Gaspar Frutuoso, foi edificada junto à Igreja ao Divino Espírito Santo.
Devido à incúria e falta de manutenção este templo acabou por desaparecer, ficando o seu registo para a história dos templos religiosos da Região Autónoma dos Açores.